# Hrádek (okres Frýdek-Místek)
Obec Hrádek (v místním nářečí a polsky Gródek; německy Grudek) leží v okrese Frýdek-Místek. Má přibližně 1 900 obyvatel a katastrální území obce má rozlohu 980 ha. Polská menšina zde má největší procentuální zastoupení ze všech obcí ČR: v roce 2011 se k polské národnosti hlásilo skoro 31 % obyvatel obce.
Ve vzdálenosti 8 km severozápadně leží statutární město Třinec, 17 km severozápadně město Český Těšín, 28 km západně město Frýdlant nad Ostravicí, 4 km jihovýchodně leží město Jablunkov a 29 km severozápadně statutární město Havířov.
Středem obce prochází tzv. společný koridor (mezinárodní železniční trať na Bohumín – Žilina a rychlostní komunikace tahu E75 – s průběhem I/11 Český Těšín – Mosty u Jablunkova – Slovensko)

## Historie
První písemná zmínka o obci pochází z roku 1583. Název obce je spojen s malou obrannou tvrzí (hrádkem), postavenou pravděpodobně ve 12. století, která sloužila jako pohraniční strážní věž tehdejšímu hradu Těšín. Zbytky tvrze v podobě valu (původně palisádové hradby) obklopené příkopem přežily dodnes na kopci na pravém břehu Olše (Olzy). V blízkosti této pevnosti, na přelomu 14. a 15. století, bylo zřízeno částečně obranné osídlení, kterým procházela stará cesta z Těšína do Jablunkovského průsmyku, používaná až do doby, kdy byla na konci 18. století vybudována nová silnice. Toto sídliště, považované za předchůdce Jablunkova, bylo s největší pravděpodobností zničeno spolu s pevností během uherského nájezdu v roce 1447. Nový (současný) Jablunkov byl později založen dále na jih a původní osada byla nazvána Starý Jablunkov, pod kterýmžto názvem je uvedena v dokumentech z let 1523 a 1533. Vzpomínka na tato fakta přetrvala dodnes u místní populace v místních jménech (mj. Zómczysko, Stodolisko, Obora a Palenisko).
Název Hrádek (Gródek) se objevil až v prvním těšínském urbáři z roku 1577. V té době měla obec 13 osadníků, kteří vlastnili půdu a zabývali se zemědělstvím i chovem skotu. Časem byla část půdy obce začleněna do Bystřice a Hluchové a Hrádek byl zařazen do řady menších vesnic Těšínska.
Podle rakouského sčítání lidu v roce 1910 byl počet domů 119 a obyvatel 886, z toho 870 bylo trvale registrovaných – 854 (96,4 %) bylo polsky, 6 (0,6 %) česky a 5 (0,6 %) německy mluvících. Rozdělení podle náboženství bylo následující: 663 (74,8 %) protestantů, 221 (24,9 %) katolíků, 2 (0,2 %) vyznavačů judaismu. V důsledku československo-polského konfliktu o Těšínské Slezsko se vesnice po rozdělení regionu v roce 1920 stala součástí Československa.
V roce 1937 emigroval do Hrádku Wincenty Witos – vůdce lidové strany a třikrát předseda vlády druhé Polské republiky. Witos, trpící žaludečními chorobami, se usadil v dřevěném domě „pod Dziołemu“ (poblíž současné turistické stezky na Filipku), kde odpočíval a podstoupil bylinnou léčbu bylináře  Karola Kalety. 4. října 2003, poblíž místa, kde stál výše uvedený dům, byl  za přítomnosti polské delegace odhalen obelisk s příslušnou pamětní deskou.

## Pamětihodnosti
- Alej dobra
- Drobná středověká opevnění (DSO)
- Hrádecká lípa, památný strom
- Kaňon řeky Olše
- Památník obětem 2. světové války[8]
- Ptačí pozorovatelna Girov
- Rozhledna a archeologická lokalita na Zamčiskách
- Skála Belko
- Turbínový mlýnek
- Vesnické muzeum
- Zvonička sv. Izidora, jež byla postavena v roce 2012 manžely Rychtárkovými a 4. listopadu 2012 vysvěcena biskupem Františkem V. Lobkowiczem. Nachází se v horské části obce u zeleně značené turistické trasy na Filipku. Uvnitř zvonice je umístěna dřevěná skulptura Sv. Isidora z Madridu, patrona manželů a zemědělců.

## Galerie

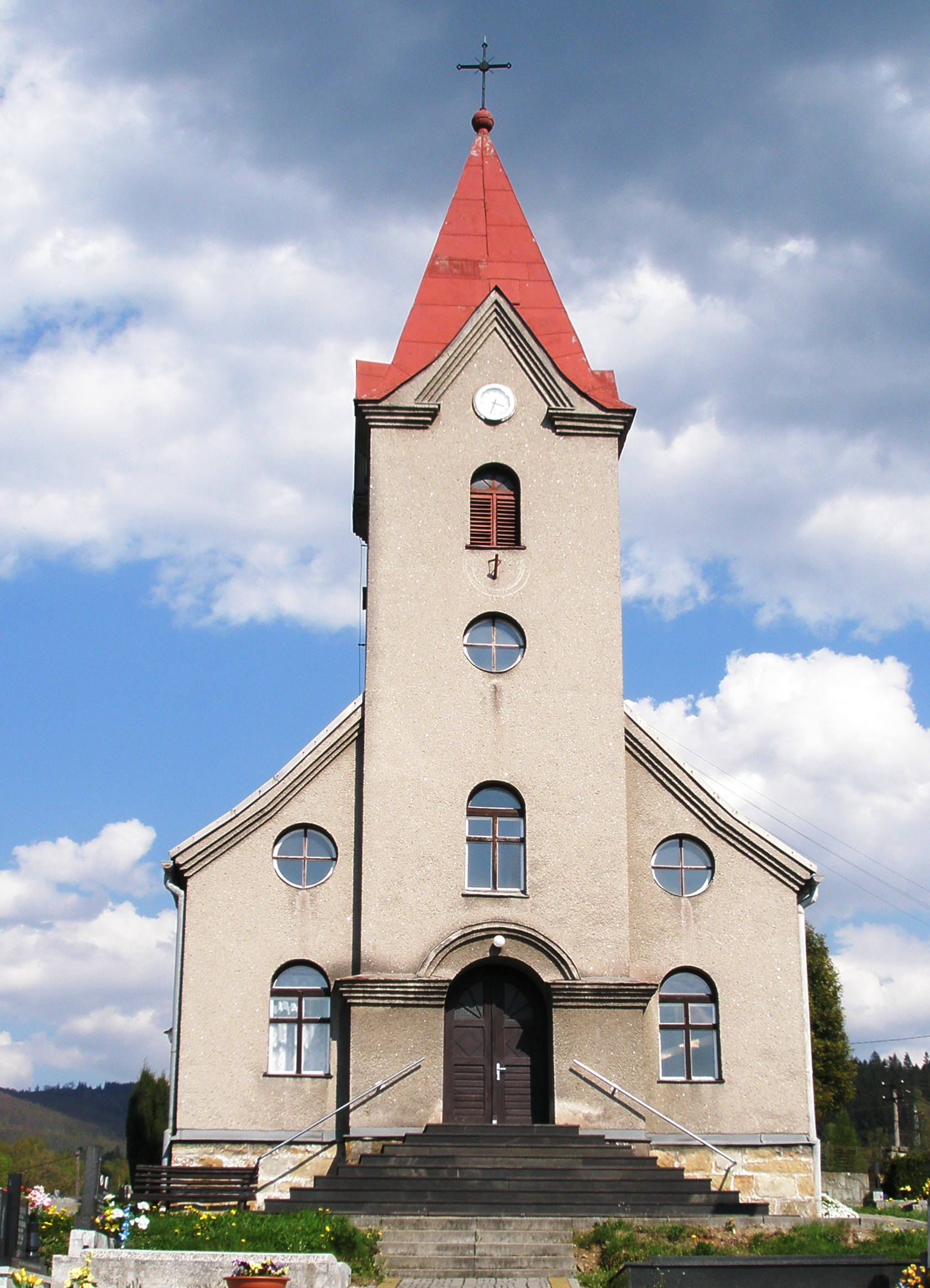
Evangelický kostel
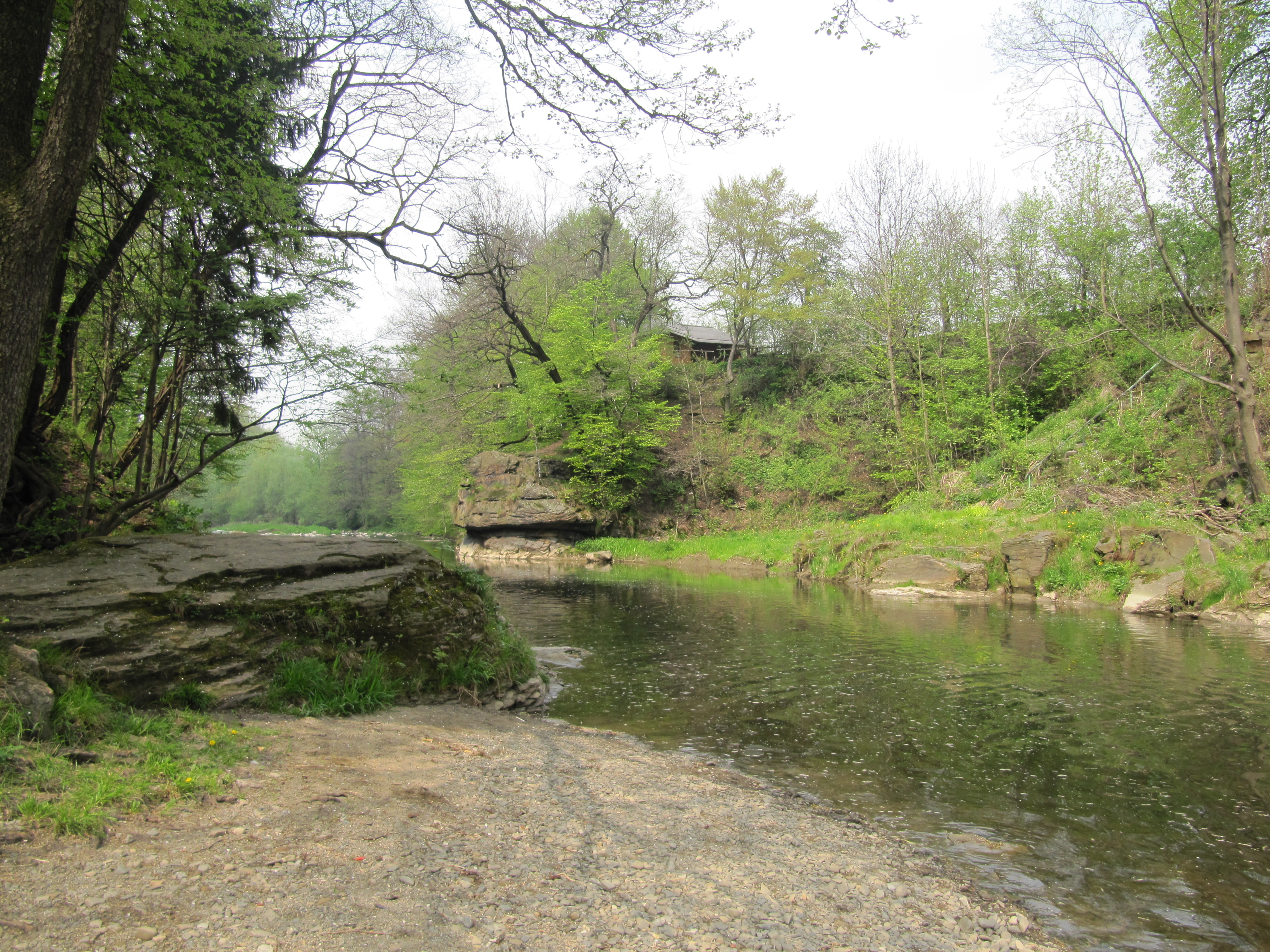
Belko, skalnatý úsek řeky Olzy
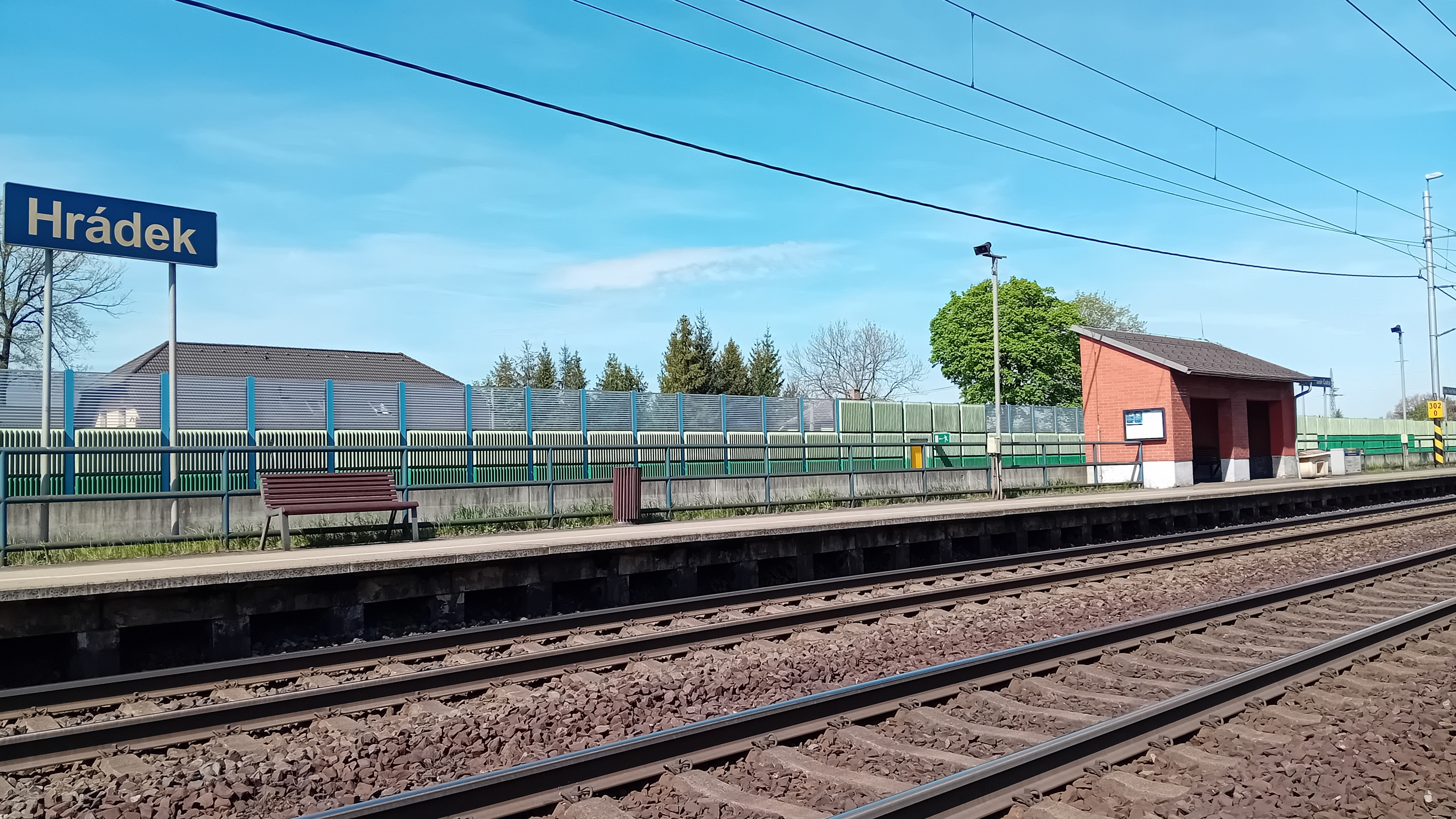
Hrádek (Gródek), železniční zastávka
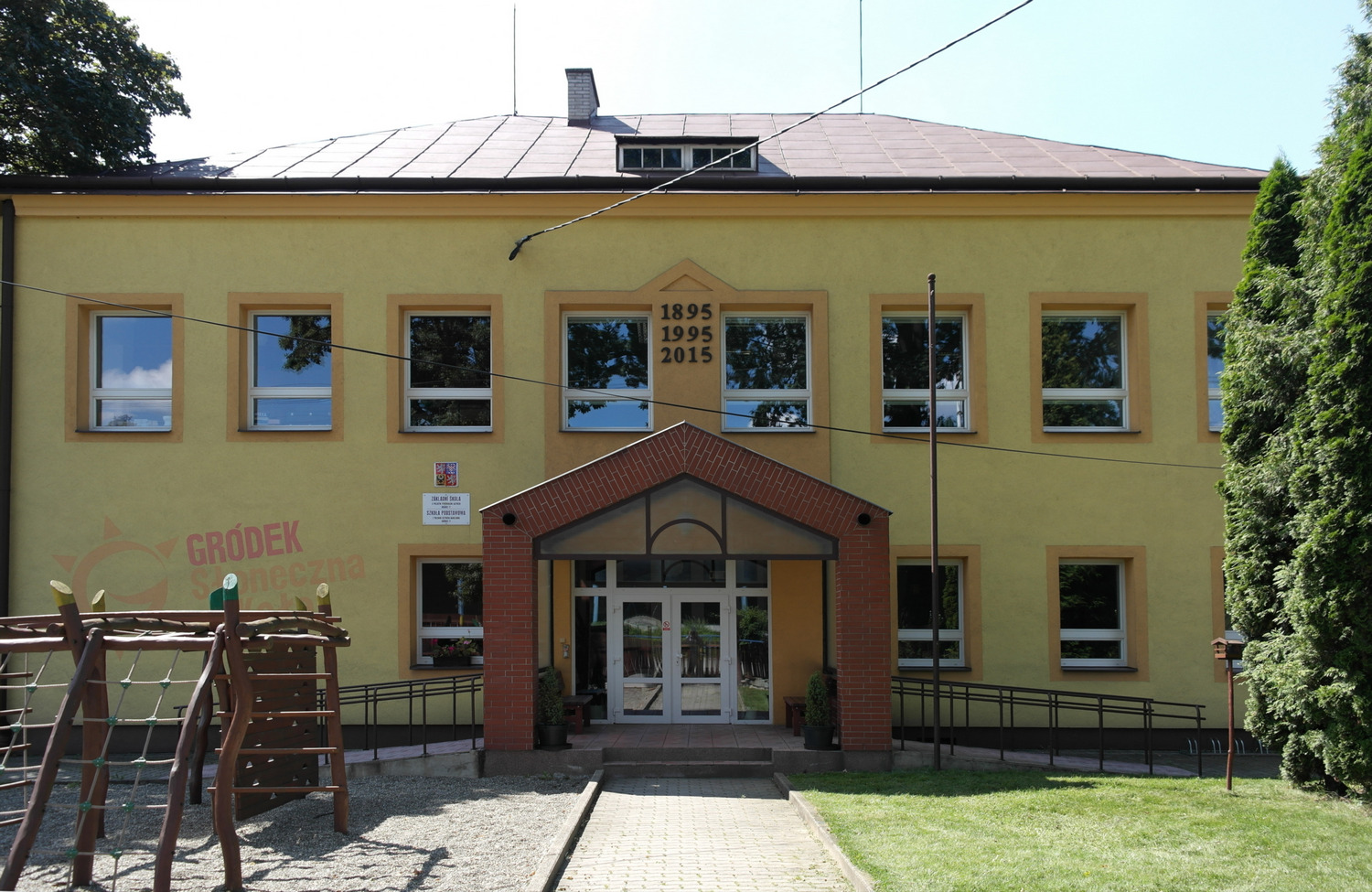
Polská škola
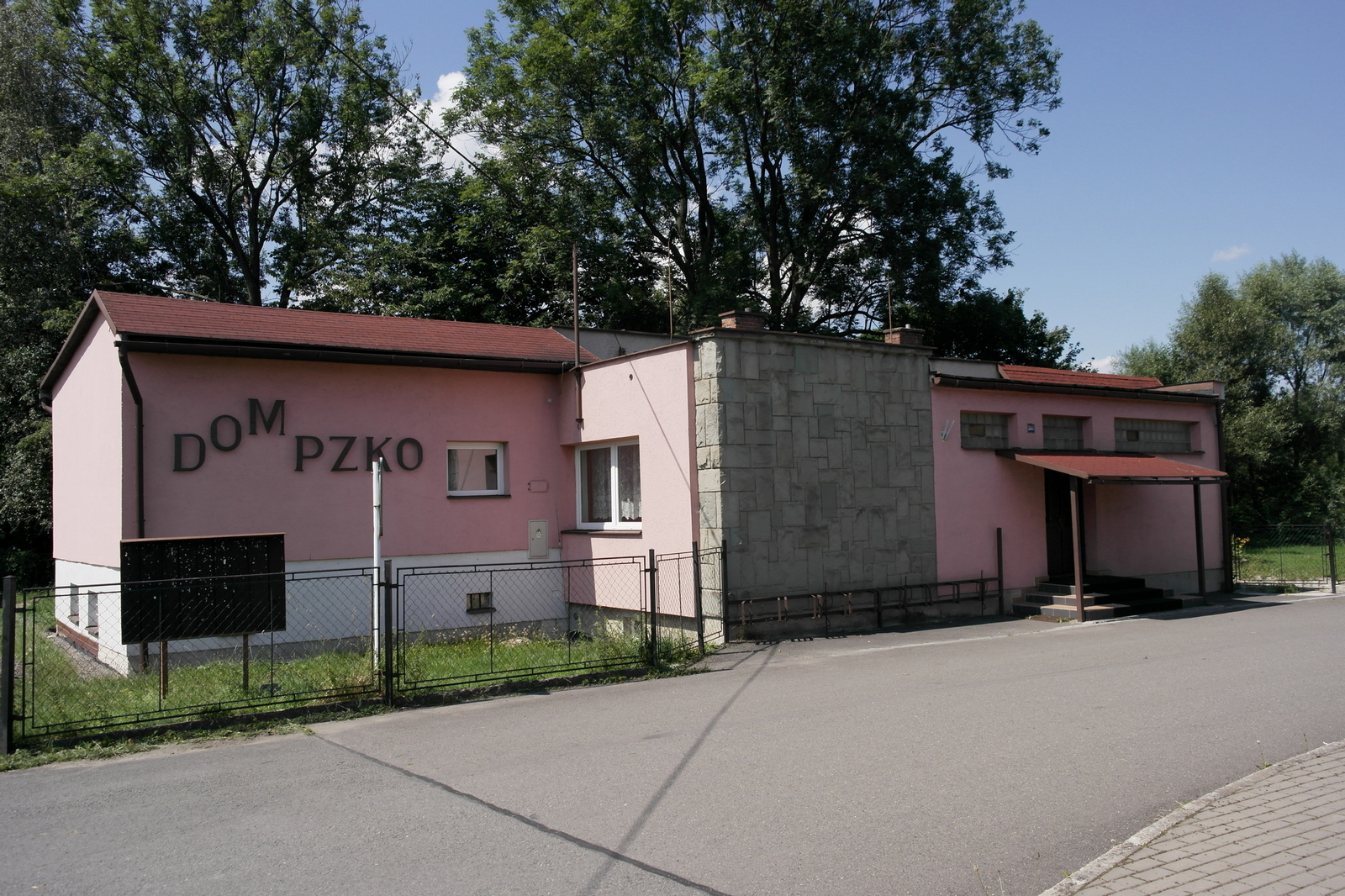
Dům PZKO
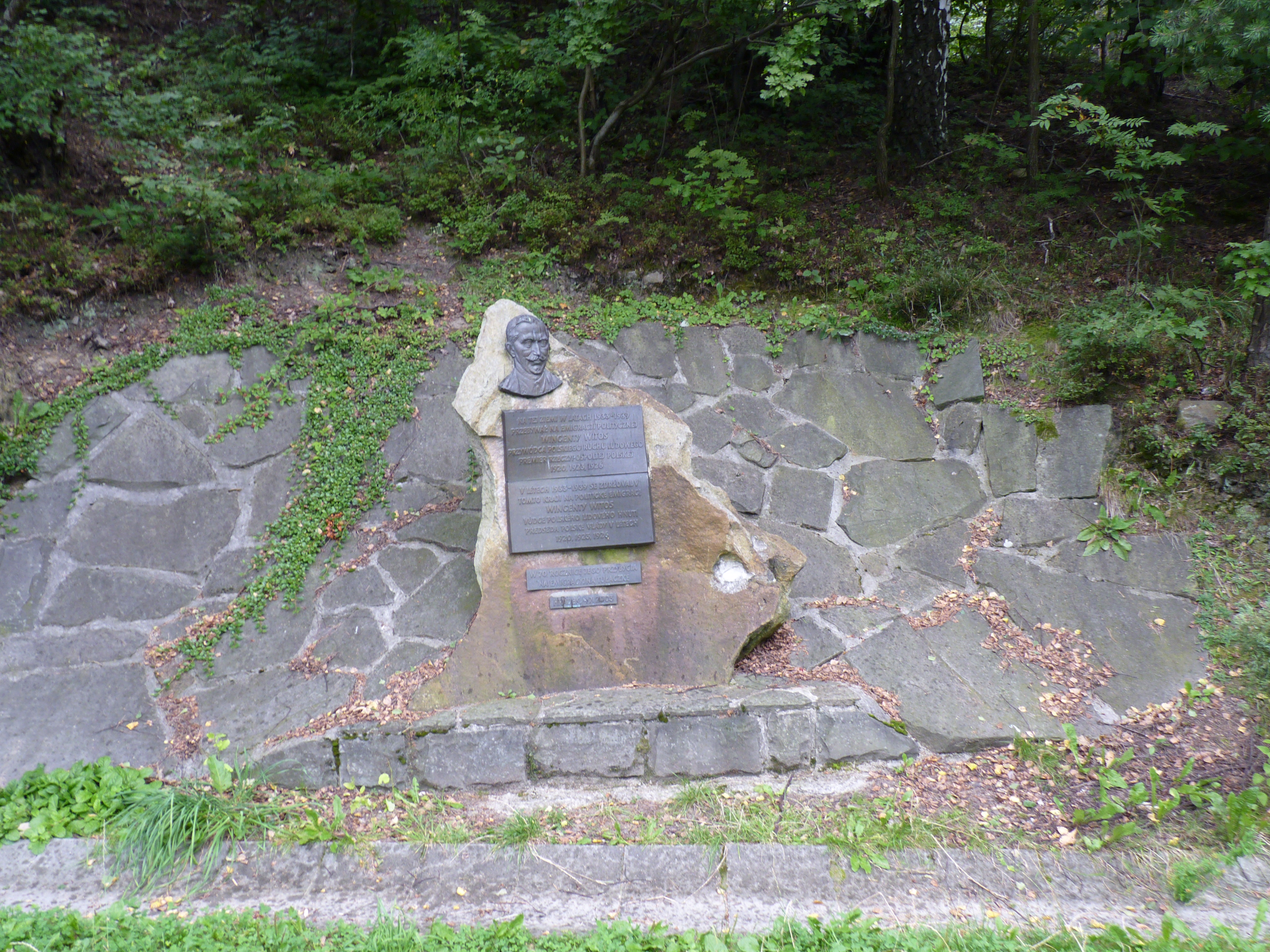
Památník – W.Witos
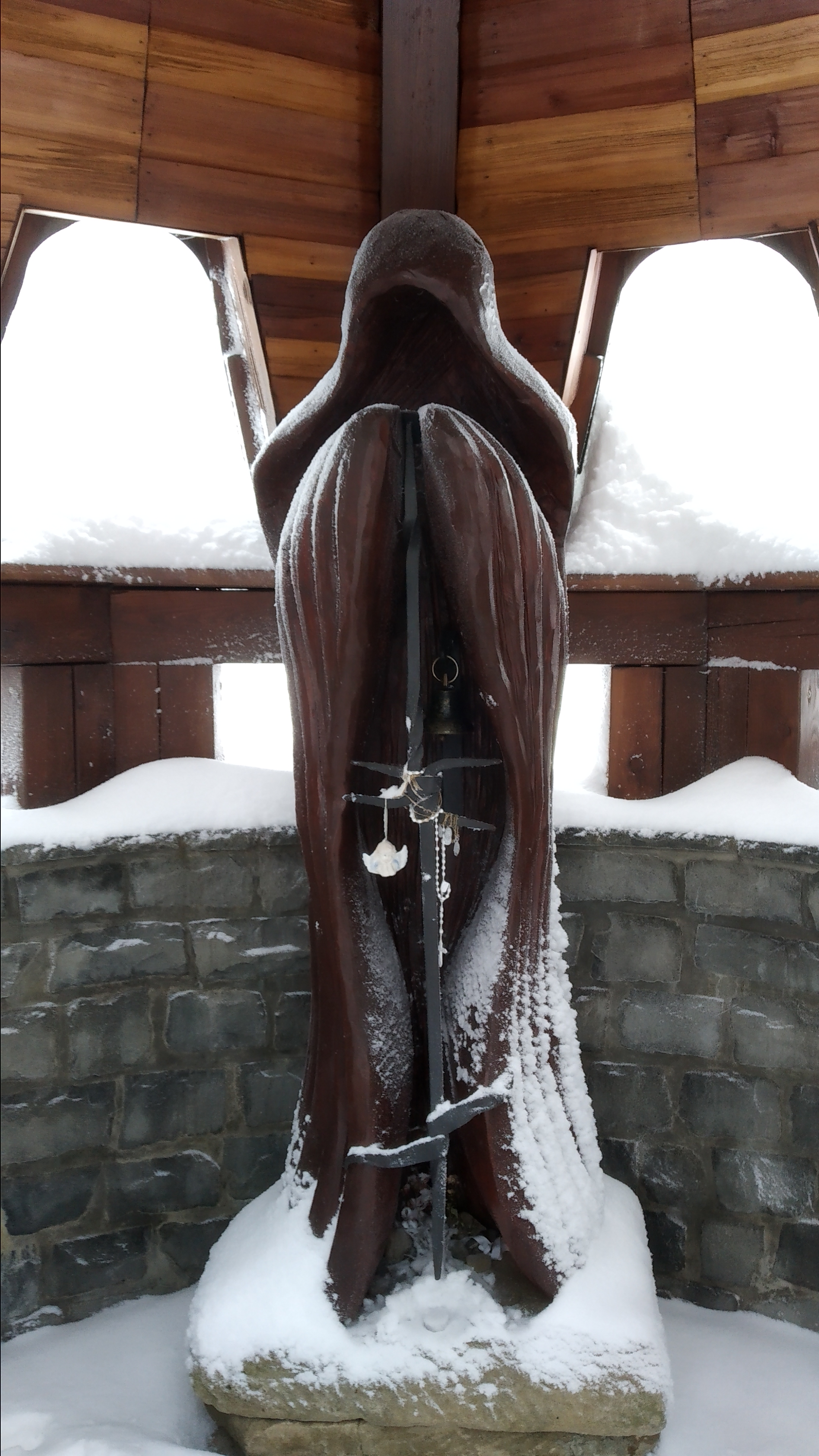
Zvonička svatého Izidora z Madridu
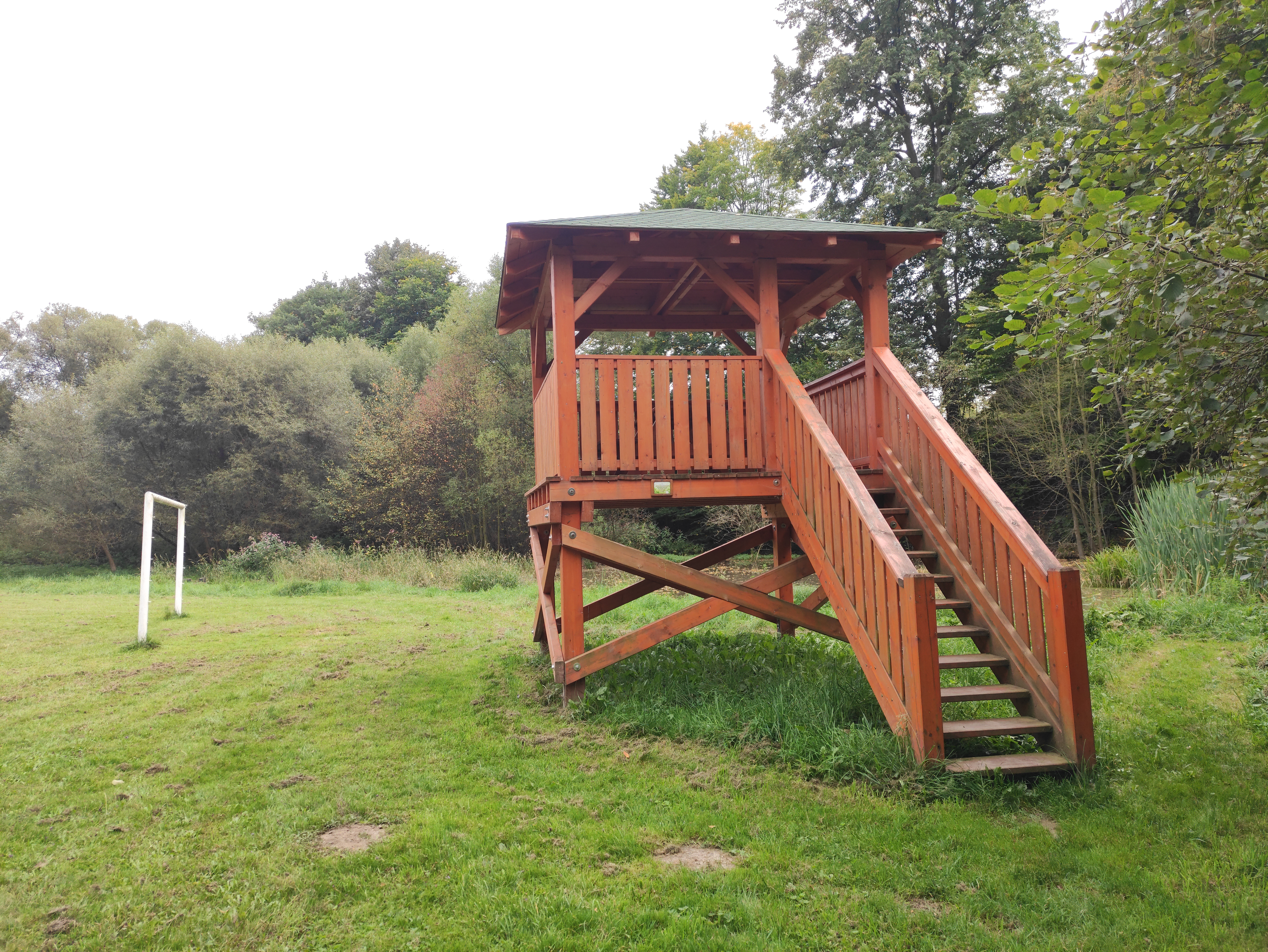
Ptačí pozorovatelna Girov
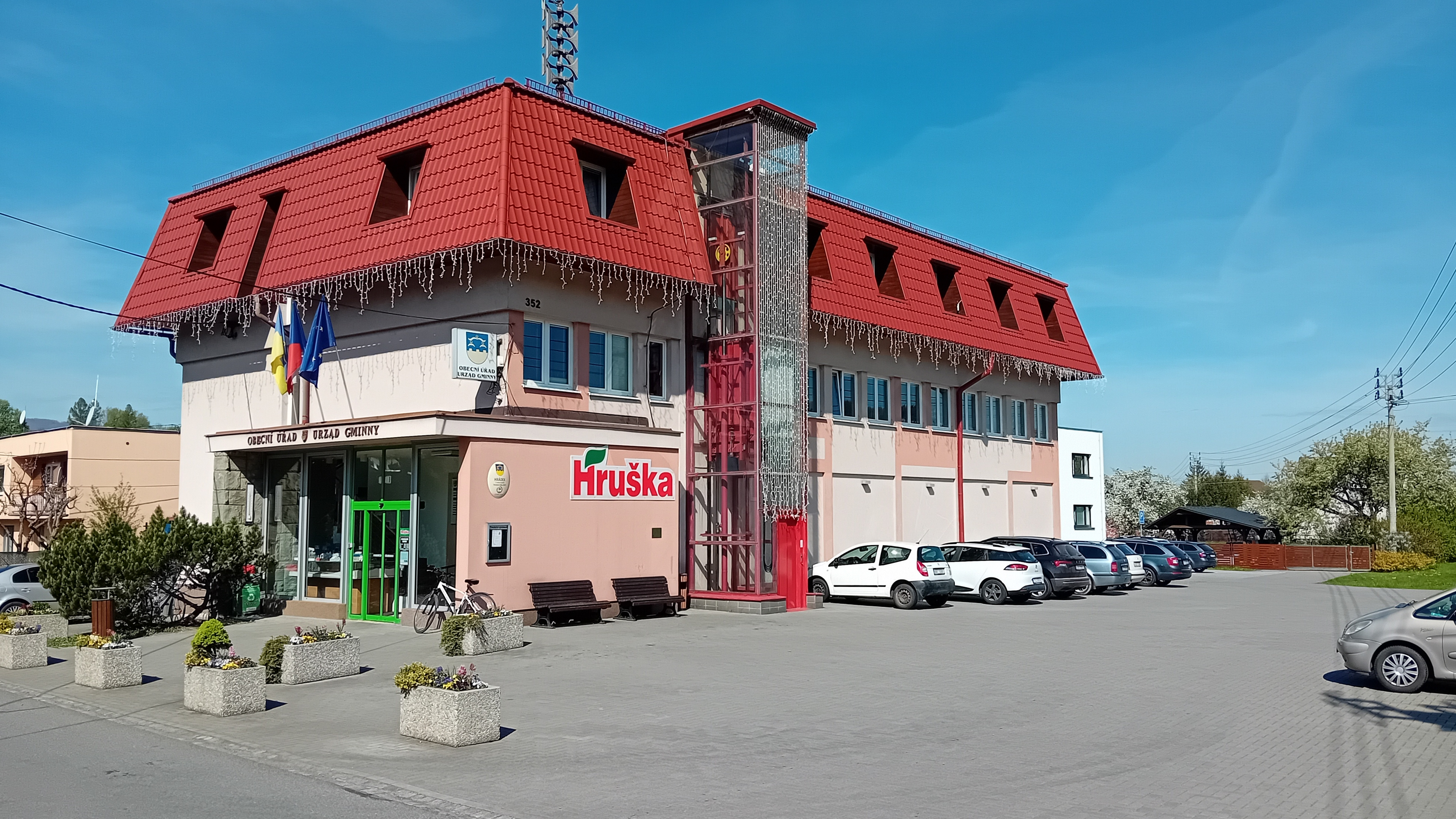
Obecní úřad
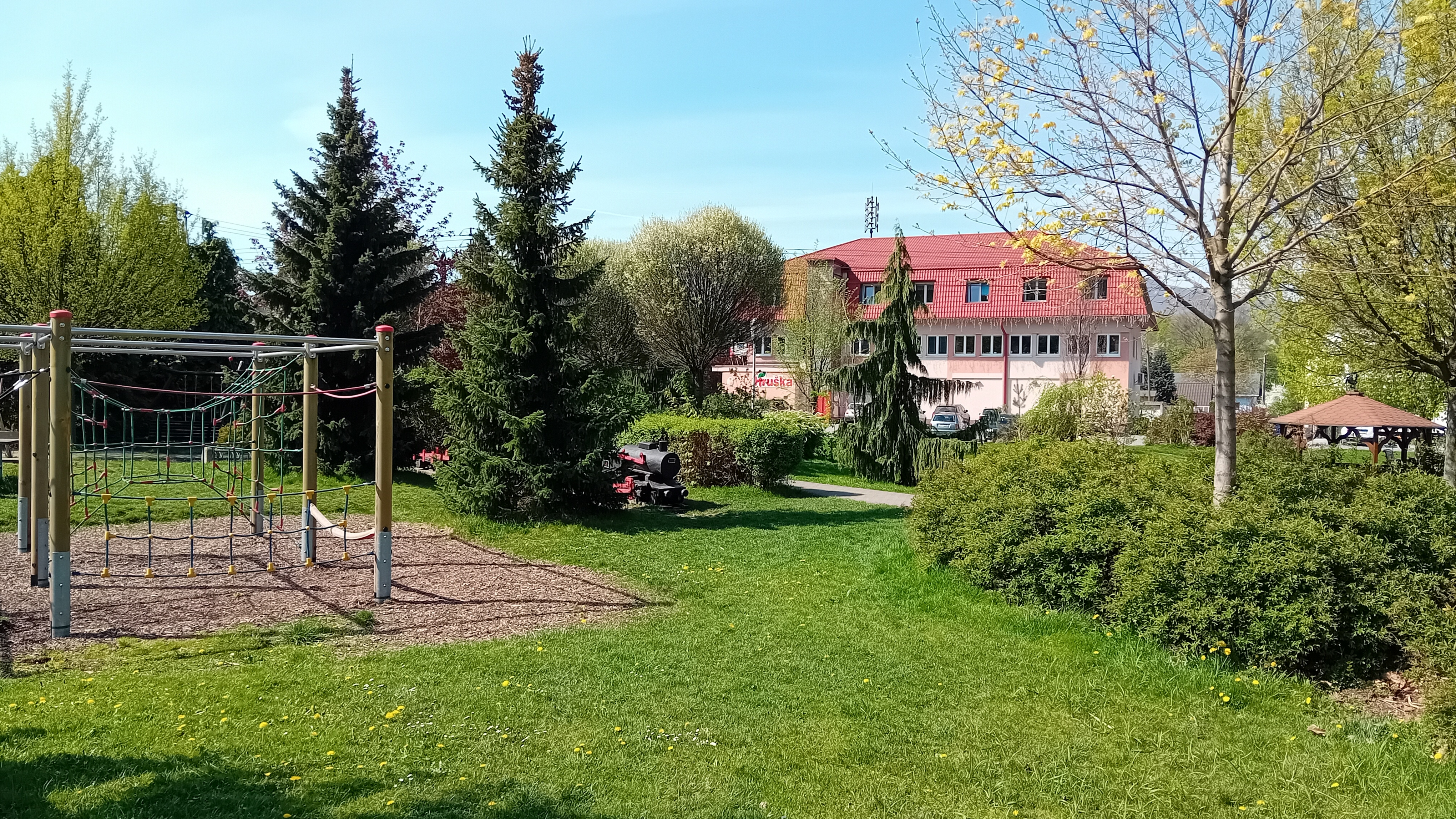
Park

## Obyvatelstvo

Věková struktura obyvatel obce Hrádek roku 2011

## Doprava
Vesnice leží na železniční trati Bohumín–Čadca na ní se nachází stejnojmenná stanice, silnici první třídy I/11 a silnici druhé třídy II/474.

### Osobnosti
- Władysław Młynek (1930–1997) – polský učitel, básník, spisovatel a aktivista polské menšiny na Těšínsku
- Paweł Nikodem (1878–1954) – polský evangelický duchovní a publicista

## Partnerské obce
- Čierne, Slovensko
- Skočov, Polsko